# صابون نابلسي

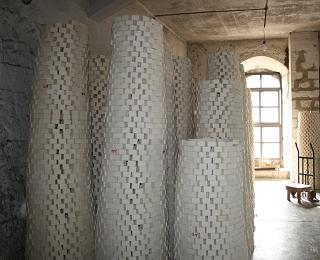
صابون نابلسي مرتب على شكل أبراج في مصبنة طوقان

الصابون النابلسي هو نوع من الصابون تشتهر مدينة نابلس بفلسطين بصناعته منذ القدم. مكونه الرئيسي هو زيت الزيتون البكر (المنتج الزراعي الرئيسي في المنطقة)، ويتميز عن غيره من الأنواع الشهيرة الأخرى مثل: الصابون الحلبي والطرابلسي بلونه الأبيض. حيث يحضر من زيت الزيتون والصودا الكاوية، ويتم طبخه على نار حامية وصبه على الأرض، ثم يتم تقطيعه يدوياً ويكاد لا يملك أي رائحة.
يرجع تاريخ صناعة الصابون في نابلس إلى القرن العاشر الميلادي، في عام 1907م كان هناك 30 مصنع للصابون النابلسي في المدينة يقومون بتوريد نصف احتياجات فلسطين من الصابون. تدهورت صناعته خلال منتصف القرن العشرين إثر الدمار الناجم عن زلزال عام 1927م بالإضافة إلى الاحتلال الإسرائيلي. واعتباراً من عام 2008 لم يتبقَ من هذه المصانع في نابلس سوى مصنعين فقط. من بينهم مصنع عرفات القديم للصابون الذي تحول إلى مركز إحياء وتنمية التراث الثقافي. أدرجت اللجنة الأممية لحماية التراث الثقافي غير المادي المنعقدة في الباراغواي خلال الدورة 19 خلال عام 2024، الصابون النابلسي على قائمة التراث الثقافي لليونسكو.

## تاريخ الصابون النابلسي

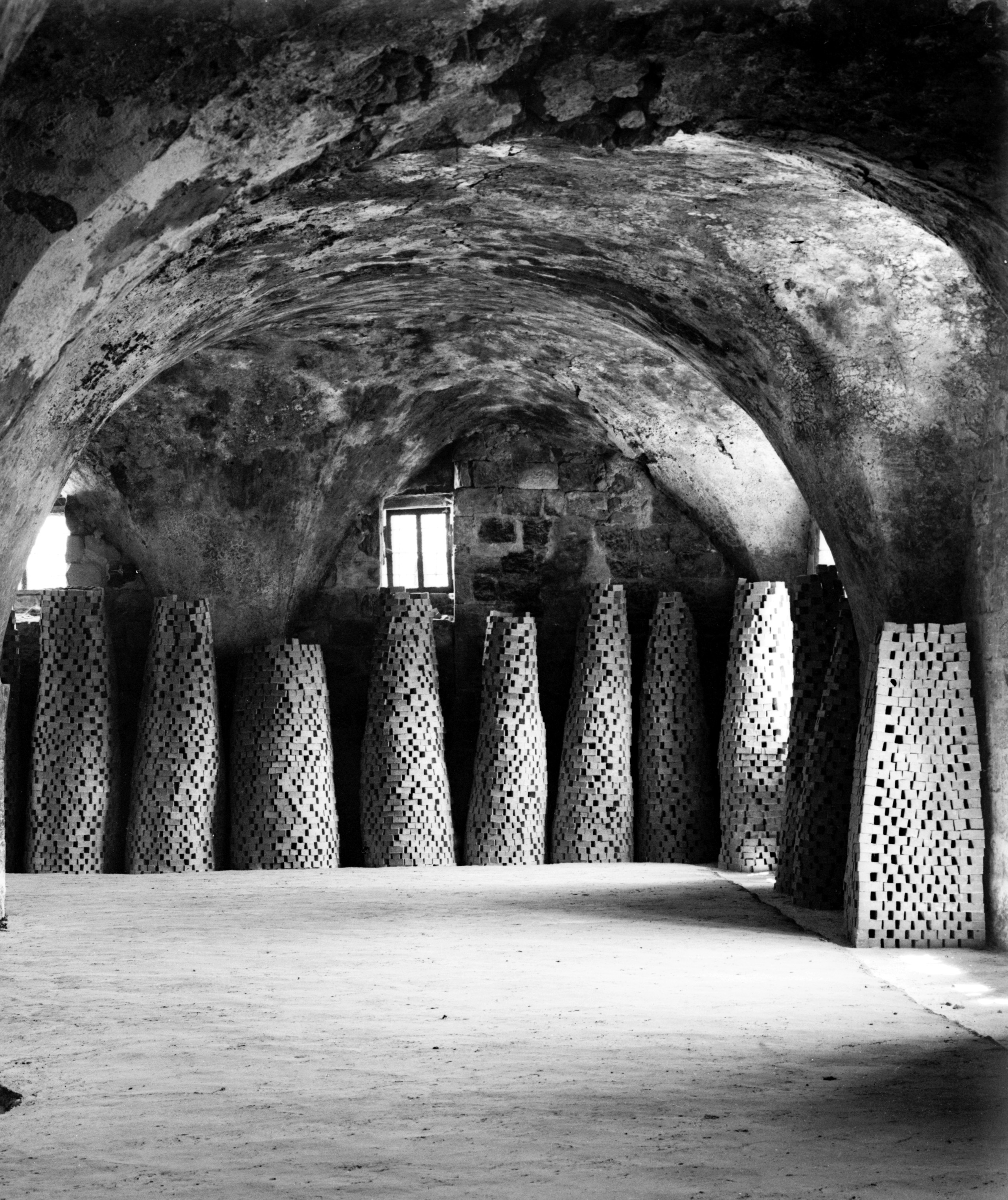
أكوام من الصابون النابلسي مكدسة للتجفيف. الصورة ألتقطت بين 1900-1920

يرجع التاريخ ومؤرخوه صناعة الصابون في نابلس إلى أكثر من ألف عام مضت، مستدلين على ذلك بالكثير من الكتابات التي دونها الرحالة والمؤرخون القدماء ومنهم شمس الدين محمد بن أبي طالب الأنصاري «المقدسي» الذي عاش في القرن الثالث عشر الميلادي، وتحدث عن صناعة الصابون، وقال إنه كان يصنع في المدينة ويحمل إلى سائر البلاد، وعندما زارها كتب: «ترمز هذه المدينة إلى قصر بين البساتين أنعم الله عليها بشجرة الزيتون المباركة». كما يرجع تاريخ تأسيس أول مصانع للصابون إلى القرن العاشر الميلادي، شكلت التجارة مع البدو في نابلس والخليل عنصراً هاماً وضرورياً، حيث كان البدو هم الوحيدون القادرون علي تزويدهم بالصودا الكاوية اللازمة لصناعة الصابون، وكان يتم إرسال الصابون إلى دمشق ليستخدم في المسجد الأموي، كما كان يصدر إلى العديد من البلدان وجزر البحر الأبيض المتوسط.
وفي زمن الاحتلال الصليبي حظيت نابلس بمكانة مهمة لشهرتها بصناعة أهم أنواع الصابون؛ حتى إن هذه الصناعة أصبحت حكراً على الملك فهو المسؤول عنها، ولا يسمح لأي من أصحاب المصانع بمزاولة الصنعة إلا بعقد يمنحه لهم ملك «بيت المقدس» مقابل مورد مالي دائم من أصحاب المصانع. ولم يكتف الصليبيون بذلك بل اجتهدوا في نقل الصنعة إلى أوروبا، وتأسست مصانع الصابون من زيت الزيتون في مرسيليا وكانت هذه المصانع تحضر صابون مرسيليا بطريقة مشابهة لطريقة تحضير الصابون النابلسي.
وفي القرن الرابع عشر تطورت صناعة الصابون بشكل كبير في نابلس بعدما تم تصديره إلى دول الشرق الأوسط وأوروبا، وقيل وقتها أن الملكة إليزابيث الأولى أشادت بهذا النوع من الصابون، وفي القرن التاسع عشر الميلادي شهدت هذه الصناعة في نابلس توسعاً كبيراً حتى أصبحت من أهم مراكز صناعة الصابون في الهلال الخصيب، وفي عام 1907 بلغ عدد المصانع 30 مصنع تنتج قرابة 5000 طن سنوياً، وكانت نابلس وحدها تنتج أكثر من نصف إنتاج فلسطين من الصابون.

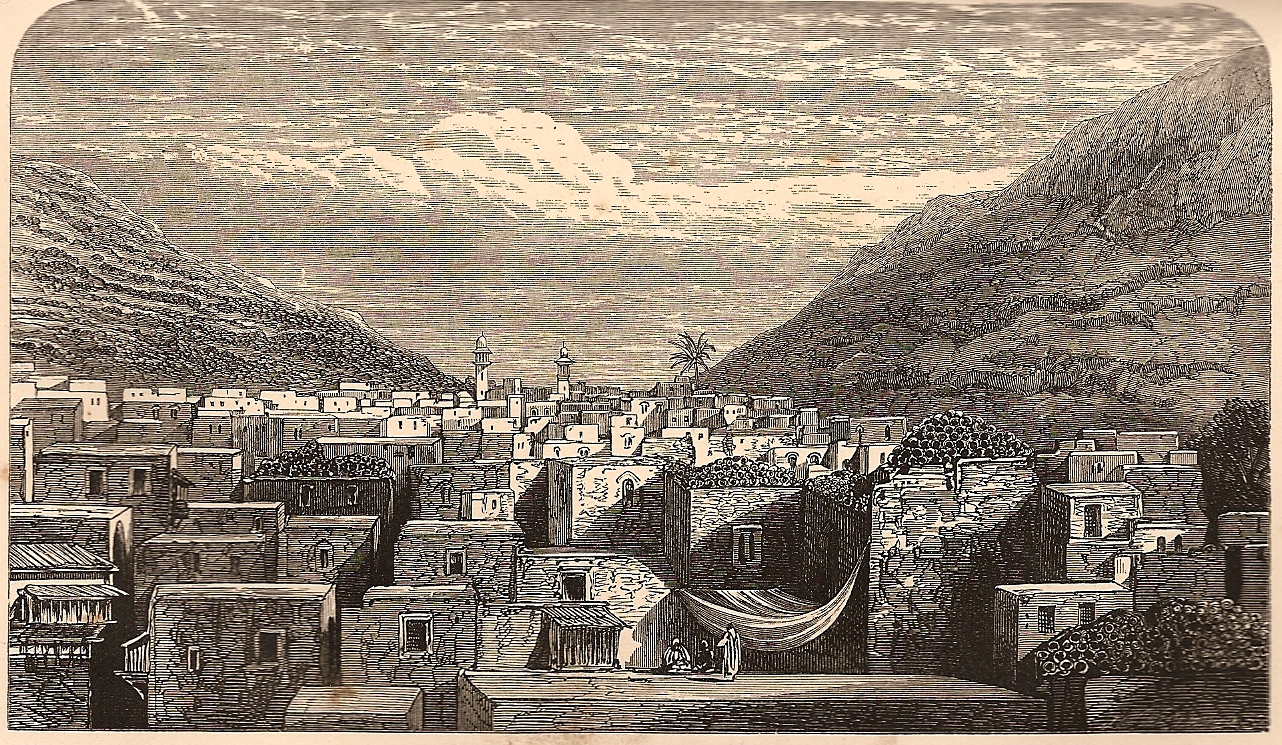
مدينة نابلس في القرن التاسع عشر.

في عام 1830 وصف الاقتصادي الإنجليزي السير جون بورينج أن «صابون نابلس مُحترمٌ من الكثيرين في بلاد الشام» وكتب عنه المؤرخ السوري محمد كرد علي عام 1930 أن «صابون نابلس هو الأكثر جودة والأكثر شهرة في ذلك الوقت، فجودته ليست عادية وهذا هو سر إنتاجه الجيد حتى الآن».
وفي منتصف القرن العشرين بدأت تدهور صناعة الصابون النابلسي، كانت بدايتها مع زلزال عام 1927 الذي دمر الكثير من البلدة القديمة في نابلس، أيضاً نكست صناعة الصابون في نابلس بهزة قوية سببها عدم حماية الاسم التجاري؛ وهو ما شجع العديد من أصحاب المصانع التجارية إلى تقليد علامة الصابون، ثم جاءت الضرائب الجمركية التي فرضتها الحكومة المصرية بالتعاون مع حكومة الانتداب البريطاني وتلتها رسوم الاستهلاك التي فرضتها الحكومة السورية على الصابون النابلسي، وبعد قيام دولة إسرائيل تعرضت نابلس للكثير من الهجمات من قبل القوات الإسرائيلية المحتلة. خاصة في أحداث الانتفاضة الثانية حيث دمرت الكثير من مصانع الصابون والكثير من المباني الأثرية في نابلس. ولم يتبقَ حالياً إلا عدد قليل جداً منها.

## إنتاج الصابون

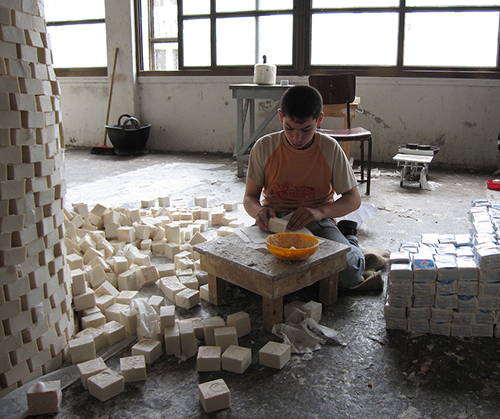
عملية إنتاج الصابون النابلسي

ساهم وفرة إنتاج «زيت الزيتون» في توفير بيئة مناسبة لصناعة الصابون في نابلس، كما ساعد انتشار الحمامات التركية العامة في المدينة في استمرار هذه الصناعة وزيادة الطلب عليها، فقد ارتبط الصابون النابلسي قديما بالحمامات العامة، إذ كان العامل ينتهي من عمله مساء ويشتري قطعة من الصابون ويذهب بها إلى أحد الحمامات ليغتسل.
تشابهت المصابن في هيكلية البناء لدقة العمل وخصوصيته، فكانت تنقسم إلى أقسام رئيسية:
- أول هذه الأقسام يشتمل على الآبار التي تقع تحت الطبقة الأرضية وفيه يخزن الزيت، وقد تراوح عدد الآبار من ثلاث آبار إلى سبع واختلفت سعة كل منها من خمسة أطنان إلى ثلاثين أو أكثر، والبئر الكبرى كانت تسمى «البحرة»، بينما كانت تسمى الصغرى «الجانبي» وتلفظ «الجنيب».
- أما القسم الثاني فيحتل كل الطبقة الأرضية ذات السقف العالي، والذي صمم لامتصاص الحرارة المنبعثة من عملية الطبخ، وفي مؤخرة الطبقة الأرضية وعلى جانبيها كانت تقوم مستودعات المواد الأولية الأخرى: القلو والشيد وخزان ماء. وكان «القميم» يقع تحت مستوى الطبقة الأرضية، ويتم الوصول إليه عبر بضع درجات، وفوق القميم كانت القدر النحاسية التي تزن نحو طن، وفي جوار القميم كانت بئر الزيت الجنيب التي كانت تتسع للكمية نفسها من زيت الزيتون التي تستوعبها القدر، وقد صمم موقع هذه البئر بحيث يوفر الوقت في عملية الكيل ويتم الحفاظ على الطاقة؛ فعندما تنتهي الطبخة الأولى تكون الثانية أصبحت دافئة للشروع فيها.
- والقسم الثالث من المصبنة كان يسمى المفرض، وكان يحتل الطبقة الثانية كلها، وهناك كان الصابون ينشر ويقطع ويجفف.[15][16]

### الأدوات المستعملة

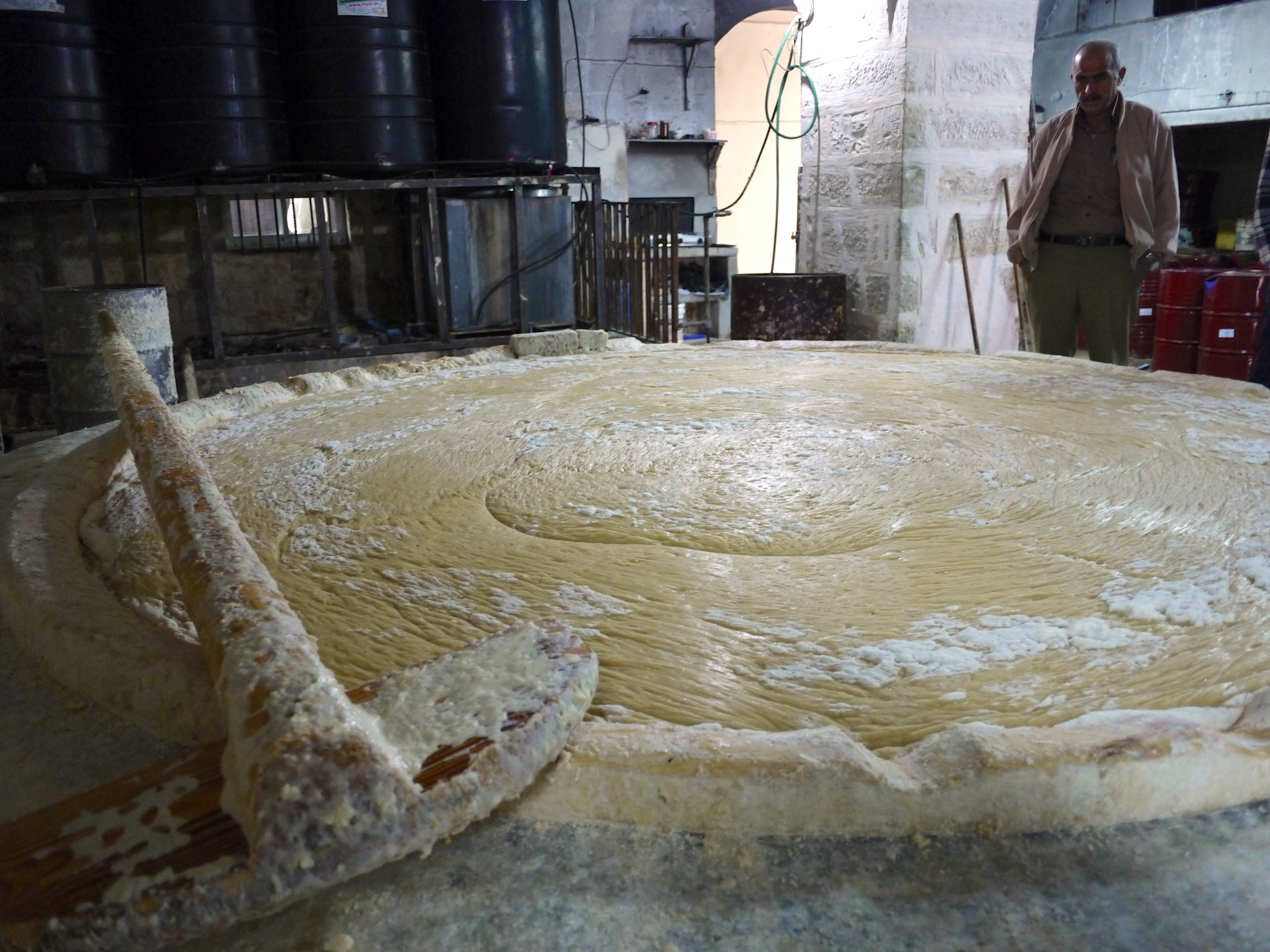
صورة للحلة التي تستخدم في صناعة الصابون النابلسي

1. الحلة: وهي حوض دائري مقعر من النحاس يبلغ سمكه 2.5سم ويبلغ قطره حوالي مترين، يوضع على عمق مترين أو أكثر، ثم يبنى حولها جدار سميك من الحجر الناري يتصل من أسفل بقاعدة النحاس ثم يصقل من الداخل. وعلى حافة الحلة العليا يوجد طوق سميك من الخشب. وتتسع الحلة إلى ما يقارب 250 جرة زيت أي ما يزيد عن 5 أطنان بالإضافة إلى المواد الأخرى التي تدخل في صناعة الصابون.
2. المخاضة: وهي قضيب خشبي طوله مترين ونصف، وفي رأسه السفلي قرص خشبي قطره 25 سم، وتستعمل المخاضة للتحريك عند بداية علمية التصبن.
3. الدكشاب: يشبه المجداف أو المعلقة، ويتكون من عمود من الخشب قطره 7 سم وطوله أربعة أمتار تقريبًا وفي رأسه السفلى قطعة خشب شكلها قطع دائري، ويستعمل لتحريك الطبخة أثناء عملية التصبن.
4. الشمامة: أداة من الخشب لأخذ عينه من الصابون لفحصها من قبل الرئيس.
5. العوامة: قضيبين من الخشب طول كل واحد منهما 3م متصلين من أحد الأطراف بقطعة مستطيلة من الخشب؛ ومربوط بها عند الطرف العلوي حبل. وتستعمل العوامة في نهاية السفي حيث يتم بها تجميع الصابون في أسفل الحلة فوق ماء الخمير.
6. علبة البسط: وعاء دائري من الصفيح، قاعدته من الخشب السميك، تتسع إلى 17 كغم من الصابون اللزج (الهلامي) تقريبًا.
7. الشوكة: قطعة من الحديد مبسطة ورأسها مدبب طولها يساوي عمق الصابون عند البسط وتستعمل لتحديد سمك الصابون عند عملية البسط، ويكون لها مقبض من الخشب.
8. المالج: قطة مستوية من الحديد، لها مقبض خشبي، تستعمل لتسوية سطح الصابون بعد علمية البسط.
9. المقشرة: صفيحة معقوفة بزاوية منفرجة بها ذراع خشبية، وتشبه في شكلها شفرة الحلاقة.
10. المقطع (السكين): سكين خاص مثبت على ذراع من الخشب طوله 70 سم.
11. الدوبارة: خيط طويل من الكتان.
12. الفرجار.
13. الأختام: وهي عبارة عن قطعة منقوشة من النحاس تحمل الماركة المسجلة للمنتج، مثبتة على مطرقة خشبية.[8]

### طريقة التحضير

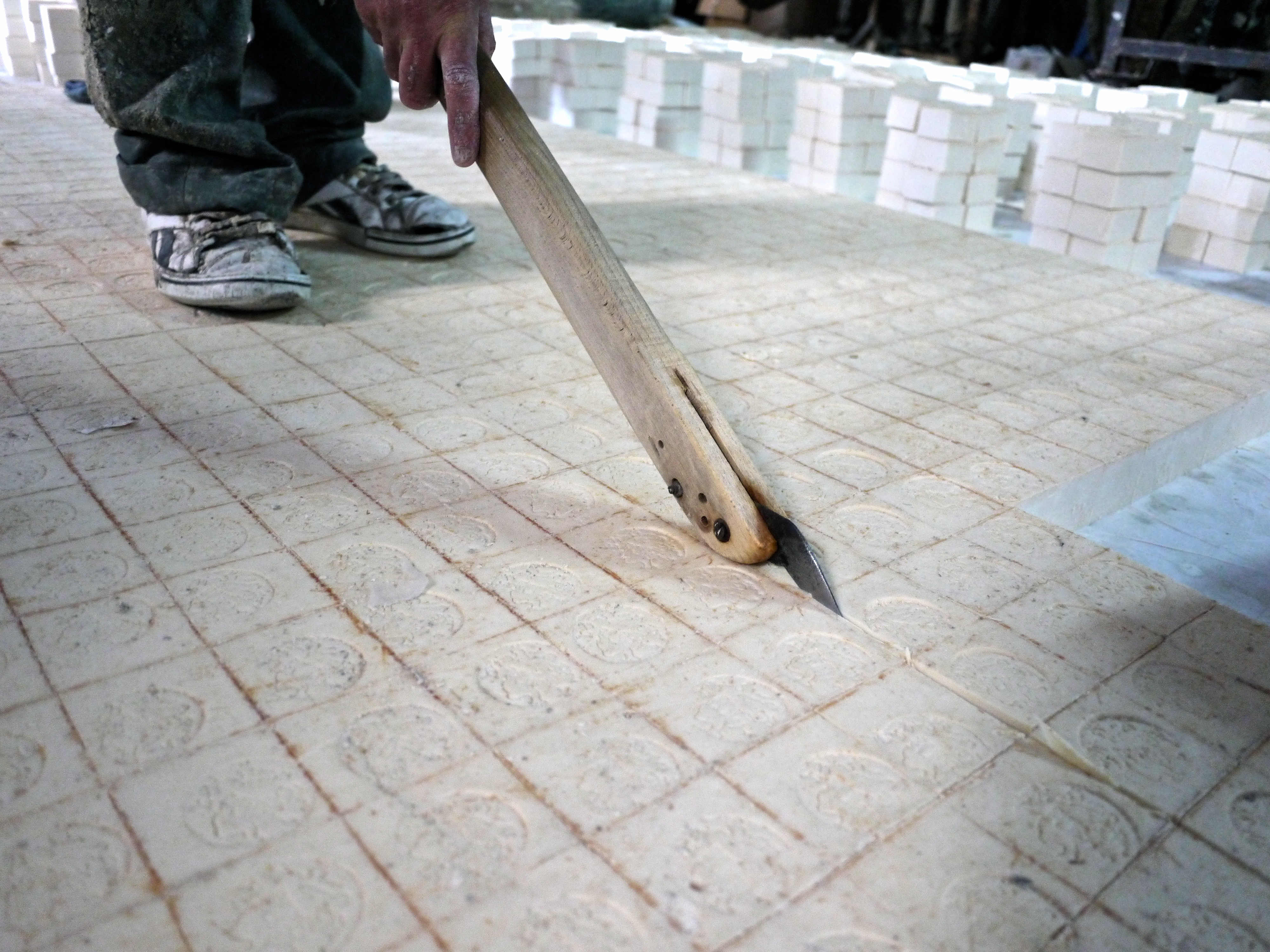
صورة لعملية تقطيع الصابون النابلسي

يتكون الصابون النابلسي من: زيت زيتون بنسبة 82% تقريبًا، هيدروكسيد الصوديوم بنسبة 13% تقريبًا. (يتم استخلاصه من خلط مسحوق نبات باريلا الذي ينمو على ضفاف نهر الأردن مع الجير المحلي)، ماء ومواد أخرى بنسبة 5% تقريبًا.
في مراحل الإنتاج الأولى كان يوضع مزيج القلوي الشيد في جرن حجري ثم يدق بـ «مهتاج» خشبي حتى يصبح مسحوقاً ناعماً، وفي هذا الوقت يسارع العامل في المصبنة لفرش «الشيد» في حوض قليل العمق وينقع في الماء حتى يجف، ثم بعد ذلك تطحن المادة طحناً ناعماً ليخلط وبعد الانتهاء من ذلك المسحوقين ويضعهما في صف من أحواض التخمير وهي ثلاثة إلى ستة في العادة مرتفعة عن الأرضية.
ويأتي بعد ذلك مرحلة صب الماء الساخن من مبزل يقع في أسفل القدر النحاسية؛ لأن الزيت كان يبقى في الأعلى وعندما يمتص المحتوى الكيماوي للمزيج يجري تقطيره ثم قطرة في مجموعة مماثلة من الأحواض أدنى من نظائرها وأعمق منها، تكرر هذه العملية حتى الوصول للمحتوى الكيماوي للماء إلى درجة معينة من القوة ثم يضاف هذا الماء إلى القدر النحاسية كي يمتص الزيت المواد الكيماوية وتنتهي الدورة، وكانت هذه الدورة تتكرر عشرات المرات (متوسطها 40 مرة) بينما يحرك سائل الصابون الساخن في القدر باستمرار بواسطة الدكشاب.
وبعد ترك الصابون ليلة كاملة تبدأ عملية البسط في اليوم التالي؛ حيث يقوم عامل البسط بواسطة دلو خاص يملأه بالصابون اللزج (الهلامي) ويفرغه في علبة البسط ويكرر العملية حتى تمتلئ علبة البسط، فيحملها عامل آخر على كتفه وينقلها إلى الطابق السفلى الذي يسمى «المفرش» (ويوجد عدة عمال لنقل علب البسط)، ثم يأخذها عامل آخر ويسكبها على أرض المفرش (المبسط)، بعد أن تكون أرض المفرش قد غطيت بورق رقيق حتى لا يلتصق الصابون بالأرض (قديما كانوا يفرشون الأرض بشيد بدل الورق)، ثم يقوم رئيس العمل بتسوية سطح الصابون بالمالج وتقدير سمكه بالشوكة.

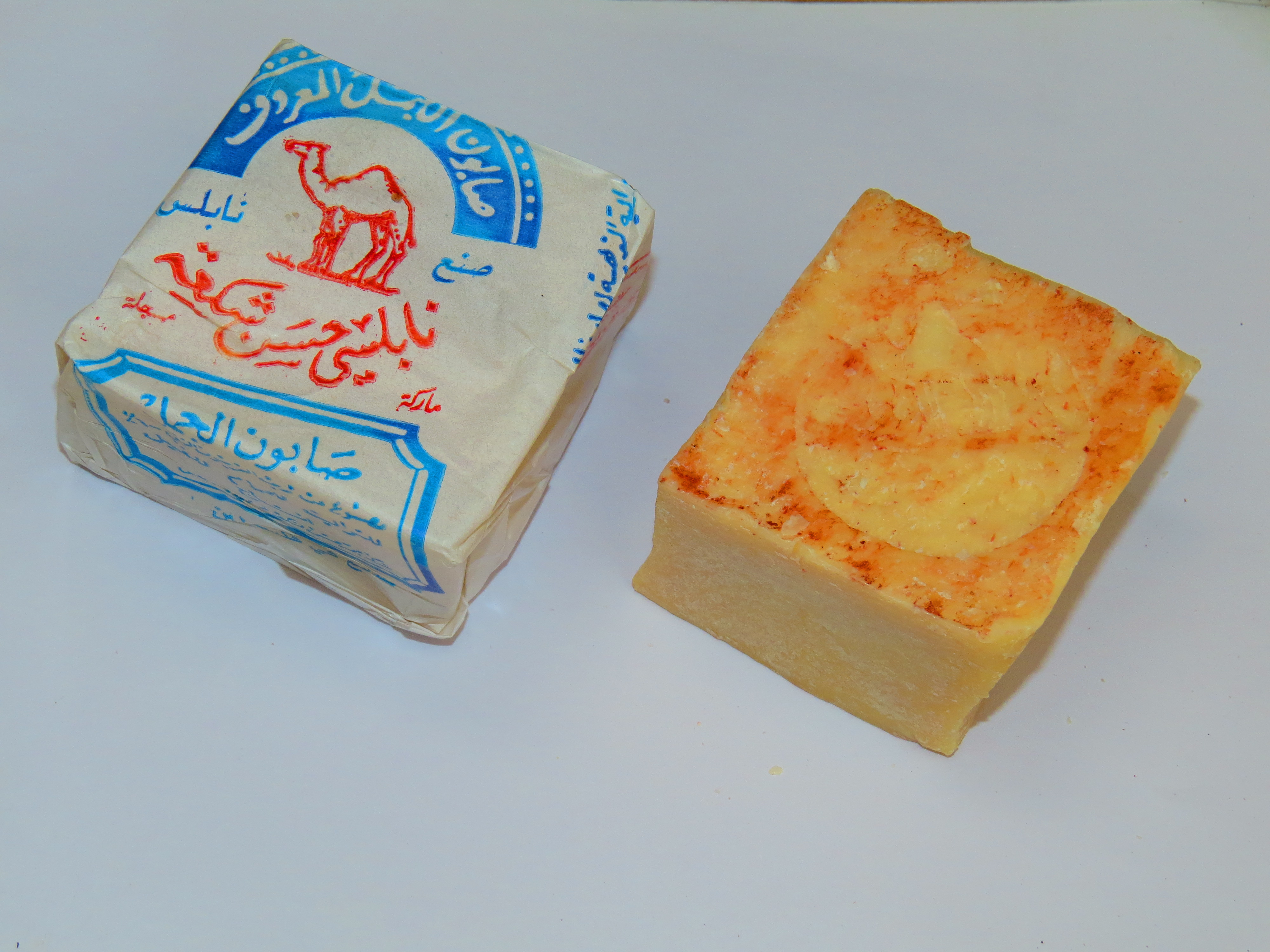
فلقتان من الصابون النابلسي من إنتاج مصنع حسن الشكعة للصابون، حيث تعتبر ماركتها "الجمل" إحدى أبرز العلامات التجارية المشهورة في صناعة الصابون؛ في مصبنة الشكعة كان إقرار لمبادىء ثورة فلسطين 1936

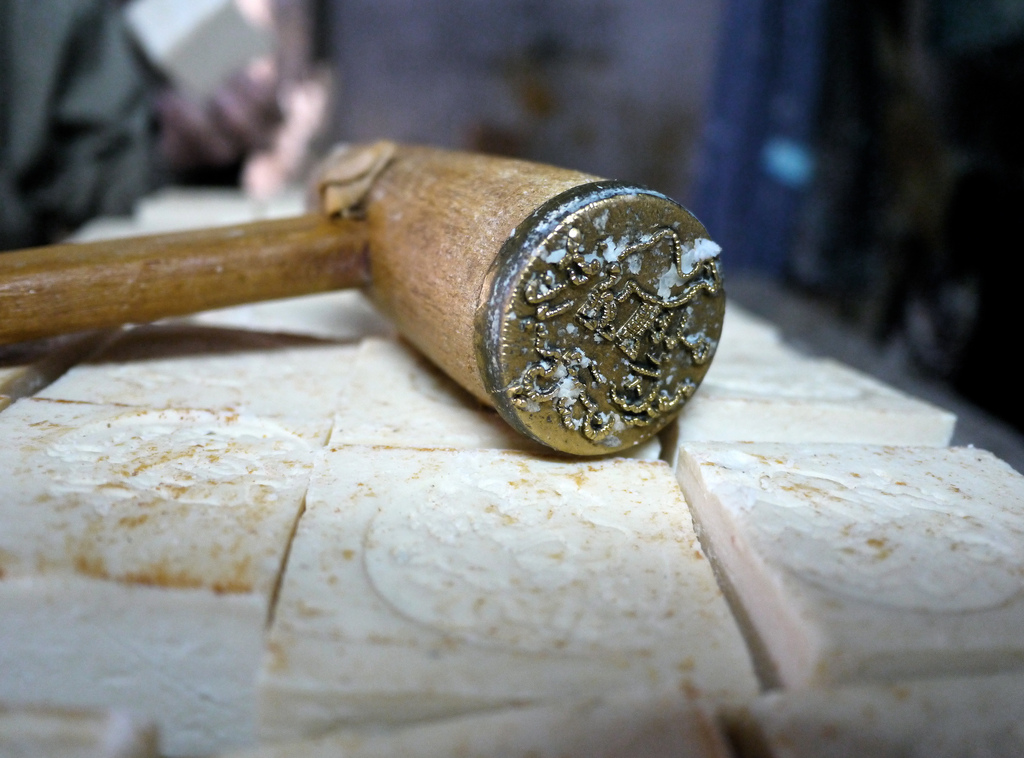
الخاتم المثبت على شاكوش خشبي يظهر ماركة الصابون

وبعد اكتمال علمية البسط؛ يترك الصابون حتى يجف؛ ويحتاج ذلك إلى عدة ساعات في الشتاء؛ ويوم كامل في الصيف. وبعد ذلك؛ يقوم عمال التقطيع بعملية بشر سطح الصابون حتى يصبح أملسًا، ثم يترك بعد ذلك لتحديد طول القطعة وعرضها على أطراف الفرشة باستعمال الزاوية والفرجار، ثم تغمر الدوبارة بمحلول أحمر يسمى «غمرة» لإظهار خطوط متوازية أفقية وعمودية.
وبعد بسط الصابون يقوم عامل بختم وسط المربعات باستعمال الخاتم المثبت على شاكوش خشبي يظهر ماركة الصابون؛ ويقوم عامل أو عاملان بختم كل مربع بختم مستقل. وبعد عملية التختيم يقوم بتقطيع الصابون وذلك بغرز السكين في الخطوط الحمراء بسحب السكين حتى تكتمل علمية التقطيع طولًا وعرضًا.
ويترك الصابون على أرض المفرش لمدة يوم أو يومين، ثم يقوم عمال التقطيع برفع الصابون عن الأرض، ويرتب الصابون في أرض المفرش على شكل رصات يقال لها صوامع، كل صومعة تضم حوالي 24 قطعة. ثم تبدأ عملية التشبيك بأشكال مخروطية ترتفع أكثر من ثلاثة أمتار تسمى «تنانير»؛ لتسهيل عملية التجفيف. ويترك الصابون لمدة شهر أو أكثر. ثم تبدأ عملية تغليف الصابون، بدأت عملية التغليف في الأربعينيات من هذا القرن حيث لم تكن تغلف من قبل، تلف القطعة يدويًا بورق خاص رقيق عليه اسم وماركة صاحب المصبنة.

### أنواع الصابون
أشهر الأنواع هي: "المصري"، و"الرنتيسي"، و"كنعان"، و"الشكعة"، و"النابلسي" و"فطاير" التي انهارت في زلزال مدينه نابلس 2003"، "فطاير، حارة الفقوس" أسماء لأشهر مصابن نابلس التي وجدت منذ القرنين الثامن والتاسع عشر في أحياء نابلس العريقة كالحبلة والياسمينة والغرب والقريون والشيخ مسلم.

## الدور السياسي
امتلك كبار الزعماء والتجار والعلماء وبعض أعضاء مجلس المبعوثان العثماني وأعضاء في المجلس البلدي هذه المصابن في الفترة السابقة، بل إن الكتب تؤكد على وجود قاعة خاصة في كل مصبنة للاجتماع بين صاحب المصبنة ووجهاء والأثرياء وكبار موظفي الدولة فيما كان يعرف باسم «الديوانية» حيث يتبادلون الحديث والآراء ويتشاورون في الأمور العامة.
ويقال أن أهم قرار سياسي اتخذ في فترة الانتداب البريطاني خرج من مصبنة الشكعة، فبعد أن اعتدى اليهود على العرب في يافا في 17 نيسان 1936 وتحركت نابلس لنصرة يافا عقد اجتماع تمهيدي بتاريخ 19 نيسان 1936 في تلك المصبنة، ووضع في هذا الاجتماع أسس ومبادئ ثورة فلسطين الكبرى عام 1936، وتم الاتفاق على عدة أمور، أهمها إعلان إنشاء اللجنة القومية للإشراف على سير الحركة الوطنية، وأن يتم إعلان الإضراب العام في نابلس وأن تدعى سائر مدن فلسطين إلى الإضراب.
خلال المنتدى الاقتصادي العالمي الثاني الذي عقد على ساحل البحر الميت في الأردن عام 2006، أقام الوفد الفلسطيني المشارك جداراً من الصابون النابلسي على المسرح الذي أقيمت فيه الأمسية الفلسطينية الخاصة. بني الجدار باستخدام أكثر من طنين ونصف من الصابون في حركة تدل على أهمية نقل صورة جميلة من التراث الفلسطيني للمشاركين في المنتدى، لإطلاع الحضور على الوجه الآخر لهذا الشعب المناضل ذي الحضارة العريقة، ولذلك وقع الاختيار على الصابون الذي تشتهر به مدينة نابلس منذ القدم فاستخدمت هذه القيمة التراثية المميزة لتجسيد التراث الفلسطيني القابع في وجه الدمار.

## التدهور

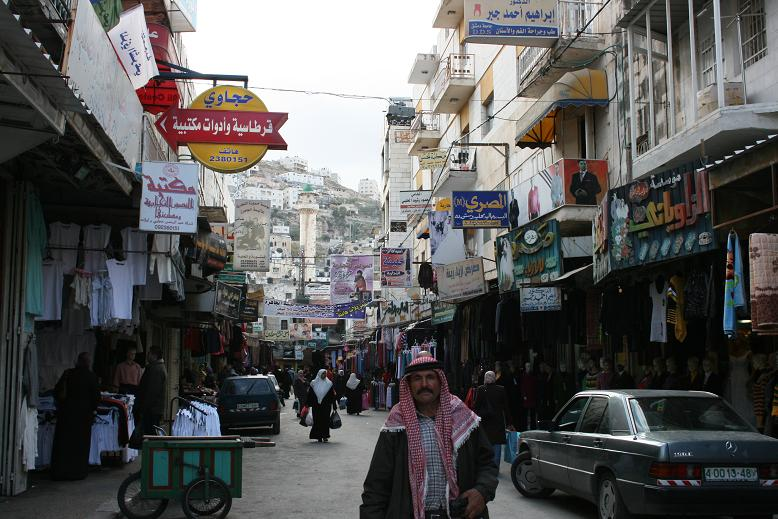
صورة من أحد شوارع نابلس

كانت نابلس من أكثر المدن تعرضا لعمليات تدمير واسعة طالت المباني الأثرية والتاريخية والدينية، وذكر أن تدمير البلدة القديمة في نابلس أكبر شاهد على الاعتداءات الإسرائيلية على التراث الثقافي الفلسطيني، فقد طالت عمليات التدمير أحياء البلدة القديمة وبيوتها وأسواقها ومبانيها التاريخية، وجرى تدمير لمصانع الصابون القديمة في حي الياسمينة وعددها 3 مصابن ثم خان التجار القديم، وعشرات المصابن تضررت خلال عملية السور الواقي.
كان عدد المصابن حتى أواخر القرن التاسع عشر 30 مصبنة، إلا أن هذه المصابن أخذت تختفي شيئاً فشيئاً حتى وصل عددها في العام 1904 إلى 16 مصبنة تراوح إنتاجها السنوي ما بين 500 – 1000 طن، وعشية اندلاع الحرب العالمية الأولى ارتفع عدد مصانع الصابون في نابلس من جديد ليصل إلى 29 مصبنة منها 23 مصبنة كبيرة و6 صغيرة تنتج ما بين 2400 – 2640 طنا من الصابون.
أما اليوم وحسب ما ذكرته أرقام غرفة تجارة وصناعة نابلس فيبلغ عدد المصابن المسجلة رسميا حتى نهاية العام 2002 في الغرفة 28 مصبنة، ولكن كما هو معلوم فإن عدداً كبيراً من هذه المصابن متوقف عن الإنتاج منذ سنوات وبعضها الآخر قلص إنتاجه بشكل كبير بسبب نقص الطلب على هذا النوع من الصابون مع ازدياد المنافسة من قبل الصابون الصناعي.
وفي عام 2008 صرح المدير العام لمصانع الصابون الي تمتلكها عائلة طوقان أحد أقدم مصانع الصابون في نابلس:
| صابون نابلسي | قبل عام 2000 كانت مصانعنا تنتج 600 طن من الصابون سنويا، ولكن نتيجة للعقبات المادية والاقتصادية التي نواجهها الآن بسبب الاحتلال الإسرائيلي - وخاصة نقاط التفتيش - ونحن ننتج بالكاد نصف هذه الكمية اليوم. | صابون نابلسي |

ووفقا لمكتب الأمم المتحدة لتنسيق الشؤون الإنسانية أن الحواجز الأمنية التي وضعتها إسرائيل في جميع أنحاء الضفة الغربية تسببت في مشاكل في نقل الإمدادات والمواد من وإلى المصانع، وكذلك أصبح من الصعب على العمال التنقل بين منازلهم والمصانع، ورغم ذلك لا يزال الصابون النابلسي يباع على نطاق واسع في نابلس والضفة الغربية. ويتم تصديره أيضا إلى الأردن، والكويت، والمدن العربية في داخل الخط الأخضر مثل الناصرة.
يعتبر الصابون النابلسي أحد أهم جوانب التراث الثقافي في نابلس، وكان الحفاظ على هذه الصناعة أتاح الفرصة للعديد من المشاريع المحلية، بما في ذلك ترميم وتحويل مصنع صابون عرفات القديم إلى مركز إحياء وتنمية التراث الثقافي. وإنشاء مركز للبحوث ومعرض ويتضمن نموذج مصنع الصابون الصغيرة باستخدام الطرق التقليدية. وساهم مشروع الأمل الفلسطيني والمنظمات غير الحكومية المحلية الأخرى في تسويق الصابون في الغرب لجمع الأموال للمساهمة في مشاريع المجتمع الأخرى.

## طالع أيضًا
- صابون حلبي
- صابون مرسيليا
- صابون قشتالي
- الحرف اليدوية الفلسطينية
- نابلس
- زجاج الخليل
- مصبنة البدر